# Winfield (Kansas)
Winfield es una ciudad ubicada en el condado de Cowley en el estado estadounidense de Kansas. En el año 2010 tenía una población de 12,301 habitantes y una densidad poblacional de 371.1 personas por km².

## Geografía
Winfield se encuentra ubicada en las coordenadas 37°14′52″N 96°58′50″O / 37.24778, -96.98056.

## Demografía
Según la Oficina del Censo en 2000 los ingresos medios por hogar en la localidad eran de $34,443 y los ingresos medios por familia eran $44,539. Los hombres tenían unos ingresos medios de $31,768 frente a los $21,605 para las mujeres. La renta per cápita para la localidad era de $19,162. Alrededor del 13,8% de la población estaban por debajo del umbral de pobreza.